# Tutrakan Peak
Der Tutrakan Peak (englisch; bulgarisch връх Тутракан wrach Tutrakan) ist ein 810 m hoher Berg auf der Livingston-Insel im Archipel der Südlichen Shetlandinseln. Im Levski Ridge der Tangra Mountains ragt er 2,1 km nördlich des Great Needle Peak, 1,7 km westnordwestlich des Helmet Peak und 0,68 km östlich des Plana Peak auf.
Bulgarische Wissenschaftler nahmen zwischen 2004 und 2005 Vermessungen vor. Die bulgarische Kommission für Antarktische Geographische Namen benannte ihn 2005 nach der Stadt Tutrakan im Norden Bulgariens.